# Oxypleurodon pinocchio
Oxypleurodon pinocchio is een krabbensoort uit de familie van de Epialtidae. De wetenschappelijke naam van de soort is voor het eerst geldig gepubliceerd in 1985 door Guinot & Richer de Forges.